# Фонделль, Аманда
Аманда Фонделль (швед. Amanda Fondell; род. 29 августа 1996, Линдерёд, Швеция) — шведская певица, победительница восьмого сезона шведской версии шоу «Idol» 9 декабря 2011 года, когда она набрала 52 % голосов.
2 декабря 2011 года вышел первый сингл певицы «All This Way». Песня была написана и спродюсирована победителем шоу «Idol 2004» Дарином Заньяром. Сингл сумел занять первое место в шведских чартах.

## Дискография

### Альбомы
| Название     | Год                                                                                    | Высшая позиция в чартах |
| Название     | Год                                                                                    | SWE                     |
| ------------ | -------------------------------------------------------------------------------------- | ----------------------- |
| All This Way | - Выпущен: 19 декабря 2011 - Лейбл: Universal Music - Формат: CD, цифровая дистрибуция | 1                       |
| Because I Am | - Выпущен: 7 ноября 2014 - Лейбл: - - Формат: -                                        | TBA                     |

### Синглы
| Год  | Название                                             | Высшая позиция в чартах | Альбом                |
| Год  | Название                                             | SWE                     | Альбом                |
| ---- | ---------------------------------------------------- | ----------------------- | --------------------- |
| 2011 | «All This Way»                                       | 1                       | All This Way          |
| 2012 | «Bastard»                                            | -                       |                       |
| 2013 | «Dumb»                                               | 49                      | Melodifestivalen 2013 |
| 2013 | «Let the Rain Fall»                                  | 17                      | Because I Am          |
| 2014 | «Keep The Love»                                      | 22                      | Because I Am          |
| 2014 | «You Better Give Up Now» (выпущен только в Германии) | 37                      | Because I Am          |

### Прочие песни
| Год  | Название      | Высшая позиция в чартах | Альбом       |
| Год  | Название      | SWE                     | Альбом       |
| ---- | ------------- | ----------------------- | ------------ |
| 2011 | «Hey Ya»      | 44                      | All This Way |
| 2012 | «Made Of»     | 38                      | All This Way |
| 2012 | «True Colors» | 43                      | All This Way |

### Планировавшиеся к изданию песни
| Год  | Название | Высшая позиция в чартах | Альбом       |
| Год  | Название | SWE                     | Альбом       |
| ---- | -------- | ----------------------- | ------------ |
| 2015 | «Trails» | 11                      | Because I Am |